# Uwe Koch (Musiker)
Uwe Koch (* 26. November 1964 in Lüdinghausen) ist ein Musiker, Songwriter und Fernsehmoderator. Seit 1987 spielt er im Duo Bluenight Boogie. Als Entertainer ist er bekannt für seine Moderation der westfälischen Karnevalssendung Westfalen haut auf die Pauke.

## Leben und Wirken
Geboren in Lüdinghausen „weil Selm kein Krankenhaus hatte“ fing er schon im Alter von sechs Jahren an mit dem Klavierspielen. In den nächsten zehn Jahren erhielt er Unterricht von diversen Klavierlehrern.
Obwohl er ein Musikstudium anstrebte wurde Koch durch eine Begegnung von Vince Weber beim Jazzfest Gronau, Mitte der 1980er Jahre, umgestimmt und studierte stattdessen in Münster Publizistik, Anglistik und Politologie. Neben dem Studium arbeitete er für diverse Zeitungen und Hörfunksender und verbrachte weiterhin Zeit in der Westfälischen Schule für Musik.

### Bluenight Boogie
1987 spielte Pianist Uwe Koch mit Schlagzeuger Martin Bierhoff das erste Mal vor einem Publikum. Dies markierte die Geburt des damaligen Duos „Bluenote Boogie,“ dessen Name nach einer Abmahnung von Universal wegen des Labels Blue Note Records geändert wurde in „Bluenight Boogie.“ Seitdem gewann das Duo mehrere Preise und trat im Fernsehen, aber auch in der Halle Münsterland, dem Kurtheater Norderney und bei den Berliner Wühlmäusen auf.

### Das „Volks-Lied“
Zum Mauerfall 1989 schrieb Koch ein Lied auf Englisch, das er unter dem Titel We Are The People auch mit Bluenight Boogie aufführte und 1993 auf dessen Album (im Eigenverlag) veröffentlichte. Nachdem Steffi Stephan vom Panikorchester ihm sagte „toller Song, aber ein deutsch-deutsches Lied musst du doch auf deutsch Singen!“ komponierte er das Lied auf Deutsch weiter. Am 9. November 2009 führt Koch sein Lied Wir sind das Volk nach fast 20 Jahren des Komponierens vollständig auf.
Mit dem Lied gewann Koch 2014 beim Deutschen Rock- & Pop-Preis den ersten Platz in der Kategorie „Bester Deutscher Text“ und erhielt zudem einen 3. Platz in der Kategorie „Deutscher Singer Songwriter“.
Helmut Kohl sagte über das Werk: „Ich freue mich immer – und dies umso mehr in diesem Jahr, wenn wir den 20. Jahrestag des Mauerfalls feiern –, wenn sich Menschen in unserem Land mit der Teilung unseres Vaterlandes und der Deutschen Einheit auseinandersetzen und in besonderer Weise – so wie auch Sie mit Ihrer CD – an die Jahrzehnte der widernatürlichen Teilung unseres Landes und vor allem an die dramatischen, gleichwohl friedlichen und glücklichen Tage und Monate vom Mauerfall bis zur Wiedervereinigung erinnern.“
Positive Resonanz auf das Lied gab es zudem vom damaligen Bundespräsidenten Horst Köhler.
Auch Fluchthelfer und Anführer der Montagsdemonstrationen lobten den Münsteraner Uwe Koch. Bis heute gehört Wir sind das Volk zu den bekanntesten Wiedervereinigungsliedern.

### „Sieh, dein Gott weint“
2017 folgten mehrere Auszeichnungen der Deutschen Popstiftung (Deutscher Rock & Pop Preis) für seine Komposition Sieh, Dein Gott weint: Erster Preis für die beste Komposition 2017, erster Preis für den besten Gospel-Song 2017, 2. Preis für den besten deutschsprachigen Song des Jahres 2017, zweiter Preis für den besten deutschen Text 2017 und 3. Preis als bester deutschsprachiger Solosänger 2017.

### Moderator
Koch gilt als der bekannteste Moderator im Münsterland zur Karnevalszeit, er moderiert unter anderem die westfälische Karnevalsgala „Westfalen haut auf die Pauke“, die als Fernsehsendung des WDR Fernsehen jährlich gezeigt wird. Dort ist er schon seit mehr als 20 Jahren zu erleben. Daneben moderiert er auch Veranstaltungen für Firmen und Institutionen.